# Terrence Jones
Terrence Alexander Jones (Portland, 9 gennaio 1992) è un cestista statunitense.

## Carriera
Ha vinto il Torneo di pallacanestro maschile NCAA Division I 2012 con i Kentucky Wildcats.
È stato selezionato dagli Houston Rockets al primo giro del Draft NBA 2012 (18ª scelta assoluta).

## Statistiche

### College
| Anno       | Squadra           | PG | PT | MP   | TC%  | 3P%  | TL%  | RP  | AP  | PRP | SP  | PP   |
| ---------- | ----------------- | -- | -- | ---- | ---- | ---- | ---- | --- | --- | --- | --- | ---- |
| 2010-2011  | Kentucky Wildcats | 38 | 35 | 31,5 | 44,2 | 32,9 | 64,6 | 8,8 | 1,6 | 1,1 | 1,9 | 15,7 |
| 2011-2012† | Kentucky Wildcats | 38 | 34 | 29,3 | 50,0 | 32,7 | 62,7 | 7,2 | 1,3 | 1,3 | 1,8 | 12,3 |
| Carriera   | Carriera          | 76 | 69 | 30,4 | 46,7 | 32,8 | 63,8 | 8,0 | 1,5 | 1,2 | 1,8 | 14,0 |

### NBA

#### Regular Season
| Anno      | Squadra         | PG  | PT  | MP   | TC%  | 3P%  | TL%  | RP  | AP  | PRP | SP  | PP   |
| --------- | --------------- | --- | --- | ---- | ---- | ---- | ---- | --- | --- | --- | --- | ---- |
| 2012-2013 | Houston Rockets | 19  | 0   | 14,5 | 45,7 | 26,3 | 76,5 | 3,4 | 0,8 | 0,6 | 1,0 | 5,5  |
| 2013-2014 | Houston Rockets | 76  | 71  | 27,3 | 54,2 | 30,7 | 60,5 | 6,9 | 1,1 | 0,7 | 1,3 | 12,1 |
| 2014-2015 | Houston Rockets | 33  | 24  | 26,9 | 52,8 | 35,1 | 60,6 | 6,7 | 1,1 | 0,5 | 1,8 | 11,7 |
| 2015-2016 | Houston Rockets | 50  | 11  | 20,9 | 45,2 | 31,6 | 66,4 | 4,2 | 0,8 | 0,5 | 0,8 | 8,7  |
| 2016-2017 | N.O. Pelicans   | 51  | 12  | 24,8 | 47,2 | 25,3 | 60,6 | 5,9 | 1,2 | 0,8 | 1,0 | 11,5 |
| 2016-2017 | Milwaukee Bucks | 3   | 0   | 2,0  | 0,0  | -    | -    | 1,0 | 0,0 | 0,3 | 0,3 | 0,0  |
| 2018-2019 | Houston Rockets | 2   | 0   | 2,5  | 25,0 | 0,0  | 0,0  | 2,0 | 0,0 | 0,0 | 0,0 | 1,0  |
| Carriera  | Carriera        | 234 | 118 | 23,8 | 50,1 | 29,7 | 62,1 | 5,7 | 1,0 | 0,6 | 1,2 | 10,4 |

#### Playoffs
| Anno     | Squadra         | PG | PT | MP   | TC%  | 3P%  | TL%  | RP  | AP  | PRP | SP  | PP   |
| -------- | --------------- | -- | -- | ---- | ---- | ---- | ---- | --- | --- | --- | --- | ---- |
| 2013     | Houston Rockets | 2  | 0  | 17,5 | 40,0 | 0,0  | 0,0  | 7,5 | 0,5 | 0,0 | 0,5 | 4,0  |
| 2014     | Houston Rockets | 6  | 2  | 23,0 | 51,3 | 0,0  | 50,0 | 6,2 | 1,3 | 0,8 | 0,5 | 7,7  |
| 2015     | Houston Rockets | 17 | 9  | 23,6 | 42,1 | 15,8 | 66,7 | 4,8 | 1,0 | 0,5 | 0,7 | 10,2 |
| Carriera | Carriera        | 25 | 11 | 23,0 | 43,8 | 13,6 | 60,9 | 5,3 | 1,0 | 0,5 | 0,6 | 9,1  |

### G League
| Anno       | Squadra        | PG | PT | MP   | TC%  | 3P%  | TL%  | RP  | AP  | PRP | SP  | PP   |
| ---------- | -------------- | -- | -- | ---- | ---- | ---- | ---- | --- | --- | --- | --- | ---- |
| 2012-2013† | R.G.V. Vipers  | 24 | 15 | 30,9 | 47,9 | 29,7 | 69,4 | 9,0 | 2,5 | 1,5 | 1,3 | 19,0 |
| 2017-2018  | S.C. Warriors  | 16 | 9  | 29,8 | 53,0 | 37,2 | 52,5 | 7,1 | 4,6 | 1,2 | 1,3 | 19,3 |
| 2018-2019† | Erie BayHawks  | 25 | 15 | 30,5 | 53,1 | 38,9 | 62,7 | 9,3 | 5,8 | 1,4 | 0,7 | 23,6 |
| 2018-2019† | R.G.V. Vipers  | 1  | 0  | 25,6 | 70,0 | 100  | 37,5 | 6,0 | 3,0 | 1,0 | 0,0 | 20,0 |
| 2021-2022  | G. Rapids Gold | 10 | 8  | 25,9 | 54,6 | 38,9 | 43,9 | 6,6 | 2,0 | 0,7 | 2,2 | 15,3 |
| Carriera   | Carriera       | 76 | 47 | 29,8 | 51,7 | 35,7 | 60,1 | 8,4 | 4,0 | 1,3 | 1,2 | 20,1 |

## Palmarès
- McDonald's All-American Game (2010)
- Torneo NCAA: 2012